# Il negozio del Natale
Il negozio del Natale (Hats Off to Christmas!), è un film televisivo del 2013 diretto da Terry Ingram, con protagonisti Haylie Duff e Antonio Cupo.

## Trama
Mia è la manager di un negozio di cappelli di Natale. Mia vorrebbe ottenere una promozione ricoprendo un'importante posizione lavorativa, ma le sue aspirazioni vengono sconvolte quando il capo le chiede di addestrare suo figlio Nick in modo che possa essere lui a ricoprire la posizione vacante.